# Cerocephala rotunda
Cerocephala rotunda är en stekelart som beskrevs av Vittorio Luigi Delucchi 1956. Cerocephala rotunda ingår i släktet Cerocephala och familjen puppglanssteklar.
Artens utbredningsområde är Kongo. Inga underarter finns listade i Catalogue of Life.